# День гінді
День гінді (гінді हिन्दी दिवस) відзначається в Індії на честь дати 14 вересня 1949 року, коли під час розробки Конституції Індії було досягнуто компромісу щодо мов, які мали мати офіційний статус у Республіці Індія. Компроміс, який зазвичай називають формулою Мунші-Айянгара, розроблений членами комітету К. М. Мунші та Н. Гопаласвамі Айянгаром, був ухвалений Установчими зборами Індії після трьох років дебатів між двома протилежними таборами. Протагоністи гінді хотіли, щоб гінді була єдиною «національною мовою» Індії; делегати з Південної Індії віддали перевагу тому, щоб англійська мова мала місце в Конституції. Формула Мунші-Айянгара проголосила гінді «офіційною мовою» федерального уряду Індії; англійська буде асоційованою офіційною мовою протягом 15 років. За цей час буде розроблено формальний лексикон гінді; міжнародна форма індуїстсько-арабських цифр, які є офіційними цифрами. Компромісна резолюція стала статтями — конституції Індії, яка набула чинності 26 січня 1950 року У 1965 році, коли минуло 15 років, уряд Індії оголосив, що англійська мова й надалі буде «де-факто офіційною мовою Індії».

## Події
Окрім заходів місцевого рівня в школах та інших установах, деякі з відомих заходів охоплюють:
- Колишній президент Індії Пранаб Мукерджі вручив нагороди в різних категоріях за досягнення у сферах, пов'язаних з гінді, на заході у Віг'ян Бхавані в Нью-Делі.[3]
- Нагороди Rajbhasha Awards були вручені міністерствам, відомствам, PSU та націоналізованим банкам.[4]

Міністерство внутрішніх справ своїм наказом від 25 березня 2015 року змінило назву двох нагород, які присуджуються щорічно на Hindi Divas. «Індіра Ганді Раджбхаша Пураскар», заснована в 1986 році, змінилася на «Раджбхаша Кірті Пураскар», а «Раджив Ганді Раштрія Гян-Вігян Маулік Пустак Лекхан Пураскар» змінено на «Раджбхаша Гаурав Пураскар».